# هندوستان کاپر
هندوستان کاپر (انگلیسی: Hindustan Copper) شرکت معدن هندی است، که در سال ۱۹۶۷ تأسیس شد.